# Albumy numer jeden w roku 2010 (USA)
Notowanie Billboard 200 przedstawia najlepiej sprzedające się albumy w Stanach Zjednoczonych. Publikowane jest ono przez magazyn Billboard, a dane kompletowane są przez Nielsen SoundScan w oparciu o cotygodniowe wyniki sprzedaży cyfrowej oraz fizycznej albumów.

## Historia notowania
| Data publikacji | Album                                  | Artysta            | Źródło |
| --------------- | -------------------------------------- | ------------------ | ------ |
| 2 stycznia      | I Dreamed a Dream                      | Susan Boyle        | [ 1 ]  |
| 9 stycznia      | I Dreamed a Dream                      | Susan Boyle        | [ 2 ]  |
| 16 stycznia     | I Dreamed a Dream                      | Susan Boyle        | [ 3 ]  |
| 23 stycznia     | Animal                                 | Kesha              | [ 4 ]  |
| 30 stycznia     | Contra                                 | Vampire Weekend    | [ 5 ]  |
| 6 lutego        | Hope for Haiti Now                     | Różni artyści      | [ 6 ]  |
| 13 lutego       | Need You Now                           | Lady Antebellum    | [ 7 ]  |
| 20 lutego       | Need You Now                           | Lady Antebellum    | [ 8 ]  |
| 27 lutego       | Soldier of Love                        | Sade               | [ 9 ]  |
| 6 marca         | Soldier of Love                        | Sade               | [ 10 ] |
| 13 marca        | Soldier of Love                        | Sade               | [ 11 ] |
| 20 marca        | Need You Now                           | Lady Antebellum    | [ 12 ] |
| 27 marca        | Battle of the Sexes                    | Ludacris           | [ 13 ] |
| 3 kwietnia      | Need You Now                           | Lady Antebellum    | [ 14 ] |
| 10 kwietnia     | My World 2.0                           | Justin Bieber      | [ 15 ] |
| 17 kwietnia     | Raymond v. Raymond                     | Usher              | [ 16 ] |
| 24 kwietnia     | My World 2.0                           | Justin Bieber      | [ 17 ] |
| 1 maja          | My World 2.0                           | Justin Bieber      | [ 18 ] |
| 8 maja          | Glee: The Music, The Power of Madonna  | Ekipa serialu Glee | [ 19 ] |
| 15 maja         | The Adventures of Bobby Ray            | B.o.B              | [ 20 ] |
| 22 maja         | The Oracle                             | Godsmack           | [ 21 ] |
| 29 maja         | My World 2.0                           | Justin Bieber      | [ 22 ] |
| 5 czerwca       | Glee: The Music, Volume 3 Showstoppers | Ekipa serialu Glee | [ 23 ] |
| 12 czerwca      | Glee: The Music, Volume 3 Showstoppers | Ekipa serialu Glee | [ 24 ] |
| 19 czerwca      | To the Sea                             | Jack Johnson       | [ 25 ] |
| 26 czerwca      | Glee: The Music, Journey to Regionals  | Ekipa serialu Glee | [ 26 ] |
| 3 lipca         | Thank Me Later                         | Drake              | [ 27 ] |
| 10 lipca        | Recovery                               | Eminem             | [ 28 ] |
| 17 lipca        | Recovery                               | Eminem             | [ 29 ] |
| 24 lipca        | Recovery                               | Eminem             | [ 30 ] |
| 31 lipca        | Recovery                               | Eminem             | [ 31 ] |
| 7 sierpnia      | Recovery                               | Eminem             | [ 32 ] |
| 14 sierpnia     | Nightmare                              | Avenged Sevenfold  | [ 33 ] |
| 21 sierpnia     | The Suburbs                            | Arcade Fire        | [ 34 ] |
| 28 sierpnia     | Recovery                               | Eminem             | [ 35 ] |
| 4 września      | Recovery                               | Eminem             | [ 36 ] |
| 11 września     | Teenage Dream                          | Katy Perry         | [ 37 ] |
| 18 września     | Asylum                                 | Disturbed          | [ 38 ] |
| 25 września     | Kaleidoscope Heart                     | Sara Bareilles     | [ 39 ] |
| 2 października  | A Thousand Suns                        | Linkin Park        | [ 40 ] |
| 9 października  | You Get What You Give                  | Zac Brown Band     | [ 41 ] |
| 16 października | Hemingway’s Whiskey                    | Kenny Chesney      | [ 42 ] |
| 23 października | Bullets in the Gun                     | Toby Keith         | [ 43 ] |
| 30 października | I Am Not a Human Being                 | Lil Wayne          | [ 44 ] |
| 6 listopada     | The Incredible Machine                 | Sugarland          | [ 45 ] |
| 13 listopada    | Speak Now                              | Taylor Swift       | [ 46 ] |
| 20 listopada    | Speak Now                              | Taylor Swift       | [ 47 ] |
| 27 listopada    | The Gift                               | Susan Boyle        | [ 48 ] |
| 4 grudnia       | The Gift                               | Susan Boyle        | [ 49 ] |
| 11 grudnia      | My Beautiful Dark Twisted Fantasy      | Kanye West         | [ 50 ] |
| 18 grudnia      | The Gift                               | Susan Boyle        | [ 51 ] |
| 25 grudnia      | The Gift                               | Susan Boyle        | [ 52 ] |